# Planalto de Adrar
O Adrar (em árabe: هضبة آدرار; berbere para "montanha") é uma região natural e histórica de terras altas do deserto do Saara, no norte da Mauritânia. A região de Adrar, uma divisão administrativa da Mauritânia, recebeu o nome dessa região. Às vezes é chamada de Adrar Tamar para distingui-la de outras áreas chamadas Adrar no Saara.

## Geografia
O Adrar é um planalto árido, conhecido por seus desfiladeiros, regues (desertos pedregosos) e dunas de areia. Estruturalmente, o Adrar é um maciço central baixo que se eleva a mais de 700 metros (2.297 pés) acima do nível do mar, a leste de Atar, perto do passo de Amojar na trilha para Chingueti, então perde elevação e é subsumido por dunas ao sul e leste. O cultivo limitado só é possível nos desfiladeiros em elevações mais baixas, como Uádi Seguelil, onde o lençol freático é alto o suficiente para sustentar grandes palmeirais. A região de Adrar abriga uma pequena população humana, centrada na cidade de Atar. A antiga cidade de Uadane, antigamente um importante centro de caravanas e comércio de ouro, está localizada na borda leste do Adrar. Chingueti é outra importante cidade histórica na região.

## História
O Adrar foi colonizado na era neolítica, como mostrado por pinturas rupestres encontradas na área, como o Agrur Amogjar. A aridificação mais recente deixou grande parte da arqueologia intacta, sobretudo vários círculos de pedra como, por exemplo, o círculo de Atar, e a cidade posterior de Azugui. A partir de meados do século XVII, migrantes da região do planalto de Adrar mudaram-se para o planalto de Tagante e deslocaram a população nativa.